# Tin Hrvoj
Tin Hrvoj (Zagreb, 6. lipnja 2001.) hrvatski je nogometaš koji igra na poziciji desnog beka. Trenutačno igra za latvijski prvoligaški klub Auda.

## Klupska karijera
Do 1. srpnja 2013. bio je igrač Hrvatskog dragovoljaca kada prelazi u Dinamo Zagreb. Za Dinamo Zagreb II debitirao je 18. kolovoza 2018. u utakmici 2. HNL protiv Osijeka II koja je završila 1:1. Za Dinamo Zagreb debitirao je 1. srpnja 2020. u utakmice 1. HNL odigrane protiv Intera Zaprešića kojeg je Dinamo dobio s minimalnih 1:0.
Od 20. kolovoza do 24. rujna 2020. bio je posuđen Varaždinu za kojeg nikada nije zaigrao. Ostatak sezone 2020./21. proveo je igrajući za Dinamo Zagreb II.
Dana 1. srpnja 2021. posuđen je Hrvatskom dragovoljcu do kraja godine. Za Hrvatski dragovoljac debitirao je 23. srpnja u utakmici 1. HNL u kojoj je Hrvatski dragovoljac izgubio 0:4 od Dinama. Prvi dio 2022. proveo je igrajući za Dinamo Zagreb II.
Dana 30. lipnja 2022. Hrvoj je potpisao za slovenski prvoligaški klub Radomlje. Za Radomlje je debitirao 16. srpnja u utakmici prvog kola 1. SNL u kojoj je Maribor poražen 0:3.
U srpnju 2024. prešao je u latvijski prvoligaški klub Auda.

## Reprezentativna karijera
Nastupao je za hrvatsku nogometnu reprezentaciju do 14, 15, 16, 17, 18, 19 i 20 godina.

## Priznanja

### Klupska
Dinamo Zagreb
- 1. HNL (1): 2019./20.

## Vanjske poveznice
- Tin Hrvoj, Hrvatski nogometni savez
- Tin Hrvoj, Soccerway (engl.)
- Tin Hrvoj, Transfermarkt (engl.)